# 开罗紫玫瑰
《开罗紫玫瑰》（英語：The Purple Rose of Cairo），是1985年由伍迪·艾伦执导，米娅·法罗主演的剧情电影。影片讲述大萧条时期，一个被丈夫冷落甚至暴力相向的女人，沉溺在电影中逃避现实之后发生的故事。影片的灵感来源于巴斯特·基頓1924年的电影《福尔摩斯二世》。《开罗紫玫瑰》被伍迪·艾伦本人列为他最好的三部电影之一，另外两部为《星尘往事》与《赛末点》。

## 情节
西西莉亚（Cecilia）的丈夫在大萧条时期失业了，但他不但没有再找工作，反而整天游手好闲，甚至当着西西莉亚的面和别的女人调情。为了远离现实的苦涩，西西莉亚喜欢去影院看电影，她最喜欢的一部电影叫《开罗紫玫瑰》，已经连续看了几遍。但就在她看到最后一遍时，奇妙的事情发生了。

## 评价
《开罗紫玫瑰》获得了影评人的广泛好评，在影评网站烂番茄上，本片的好评率为91％，平均得分为7.8分（满分10分）。

## 外部連結
- 互联网电影数据库（IMDb）上《开罗紫玫瑰》的资料（英文）
- 爛番茄上《开罗紫玫瑰》的資料（英文）
- 豆瓣电影上《开罗紫玫瑰》的資料 （简体中文）